# Đa tử trà hương
Đa tử trà hương (danh pháp hai phần: Polyspora huongiana) là một loài thực vật hạt kín thuộc Họ Chè.
Đây là cây gỗ cao không quá 10 m, lá hình elip hẹp, hoa mọc đơn ở nách lá và có màu hồng sẫm đến đỏ, cuống hoa từ 8 đến 10 mm.
Loài này được đặt theo tên ông Lê Văn Hương, giám đốc Vườn quốc gia Bidoup Núi Bà - người có nhiều đóng góp trong việc hỗ trợ các hoạt động nghiên cứu và bảo tồn đa dạng sinh học tại đây.
Đa tử trà hương được phát hiện ở vườn quốc gia Bidoup năm 2012.